# Sikakap
Sikakap (ook Sawangtoengkoe) is een plaats gelegen op het Indonesische eiland Noord-Pagai in de provincie West-Sumatra. De plaats kwam in het wereldnieuws nadat het, na de tsunami in oktober 2010, de uitvalsbasis voor hulporganisaties werd.
Stadsgemeenten: Bukittinggi · Padang · Padang Panjang · Pariaman · Payakumbuh · Sawahlunto · Solok

Regentschappen: Agam · Dharmasraya · Limapuluh Kota · Kepulauan Mentawai · Padang Pariaman · Pasaman · Pasaman Barat · Sijunjung · Solok · Solok Selatan · Tanah Datar · Zuid-Pesisir